# Jissen
Jissen – polski system walki wręcz. Posiada dwie odmienne wersje: wojskową i cywilną.
Odmiana wojskowa: Jissen TF (w skrócie JTF – Jissen Task Force) opracowana w 2000 roku dla potrzeb policyjnych i wojskowych instruktorów walki wręcz. Oparta jest na trzech stale rozwijanych podsystemach: Jissen (walka w zwarciu, obalenia, sprowadzenia do parteru oraz rzuty połączone z użyciem służbowej pałki teleskopowej oraz elementami kobudō), Interjissen (walka w stójce: uderzenia, kopnięcia połączone z elementami kobudō) oraz DIMAH (taktyczne metody obezwładniania dla uzbrojonych służb ochrony, zwłaszcza grup ochrony bezpośredniej VIP-ów). Uprawiana w zamkniętych grupach entuzjastów nowoczesnych wojskowych systemów walki wręcz (Modern Army Combatives – MAC), głównie przez funkcjonariuszy i żołnierzy jednostek specjalnych w kraju i za granicą. Najliczniejsza grupa entuzjastów systemu JTF znajduje się wśród żołnierzy grup specjalnych (Task Force), służących w siłach koalicyjnych ISAF w Afganistanie oraz wśród pracowników i funkcjonariuszy grup ochrony bezpośredniej (VIP/Close Protection Services).
System Jissen, zaliczany do taktycznych systemów walki, opiera się na autorskiej koncepcji tzw. Zespołu Ruchów Naprowadzających (ZRN).
Odmiana cywilna: Jissen SDF (w skrócie JSDF – Jissen Self-Defence Fight), opracowana w 1990 roku dla potrzeb instruktorów samoobrony i walki wręcz. Oparta jest na trzech podsystemach: Jissen (walka w zwarciu, obalenia, sprowadzenia do parteru oraz rzuty), Interjissen (walka w stójce uderzenia, kopnięcia z elementami tradycyjnego karate i kobudō) oraz Jissen MMA (walka w parterze, dźwignie, duszenia, elementy bjj brazylijskie jiu-jitsu). Uprawiana w kraju od 1990 roku pod nazwą Jissen. Najliczniejsza grupa entuzjastów cywilnego systemu walki obronnej Jissen uprawia w Akademii Dalekowschodnich Sztuk Walki Jissenkan w Otwocku odmianę grapplingową.
Jissen w najtwardszej odmianie (full contact), przygotowuje zawodników do rywalizacji sportowej na zasadach MMA. W obu wersjach systemu 
walki Jissen wykorzystane zostały liczne techniki brazylijskiego 
jiu-jitsu (BJJ)  Jednakże system Jissen znacząco różni się 
koncepcją walki od brazylijskiego jiu-jitsu, przejmując od tego stylu 
jedynie elementy walki w parterze, dlatego nie uważa się go za bojową 
czy 
samoobronną wersję brazylijskiego jiu-jitsu.

## Trening w systemie Jissen
W Jissen praktykuje się tzw. trening przekrojowy, przygotowujący zawodnika do walki zarówno w stójce, jak i w parterze oraz zwarciu. Akcentowana jest w nim umiejętność płynnego przechodzenia między tymi trzema dystansami.
Przykładową technikę polskiego systemu Jissen przedstawiono w książce Piotra Plebaniaka: 36 Forteli. wydawnictwo Solaris, 2013. ISBN 978-83-7590-666-0.